# Le Bestiaire et l'Herbier
Le Bestiaire et l'Herbier est un essai de Georges Duhamel publié en 1948 au Mercure de France.

## Éditions
- Le Bestiaire et l'Herbier, Mercure de France, Paris, 1948, illustrations de Élisabeth Bardon (OCLC 751914).